# 高雄牛乳大王

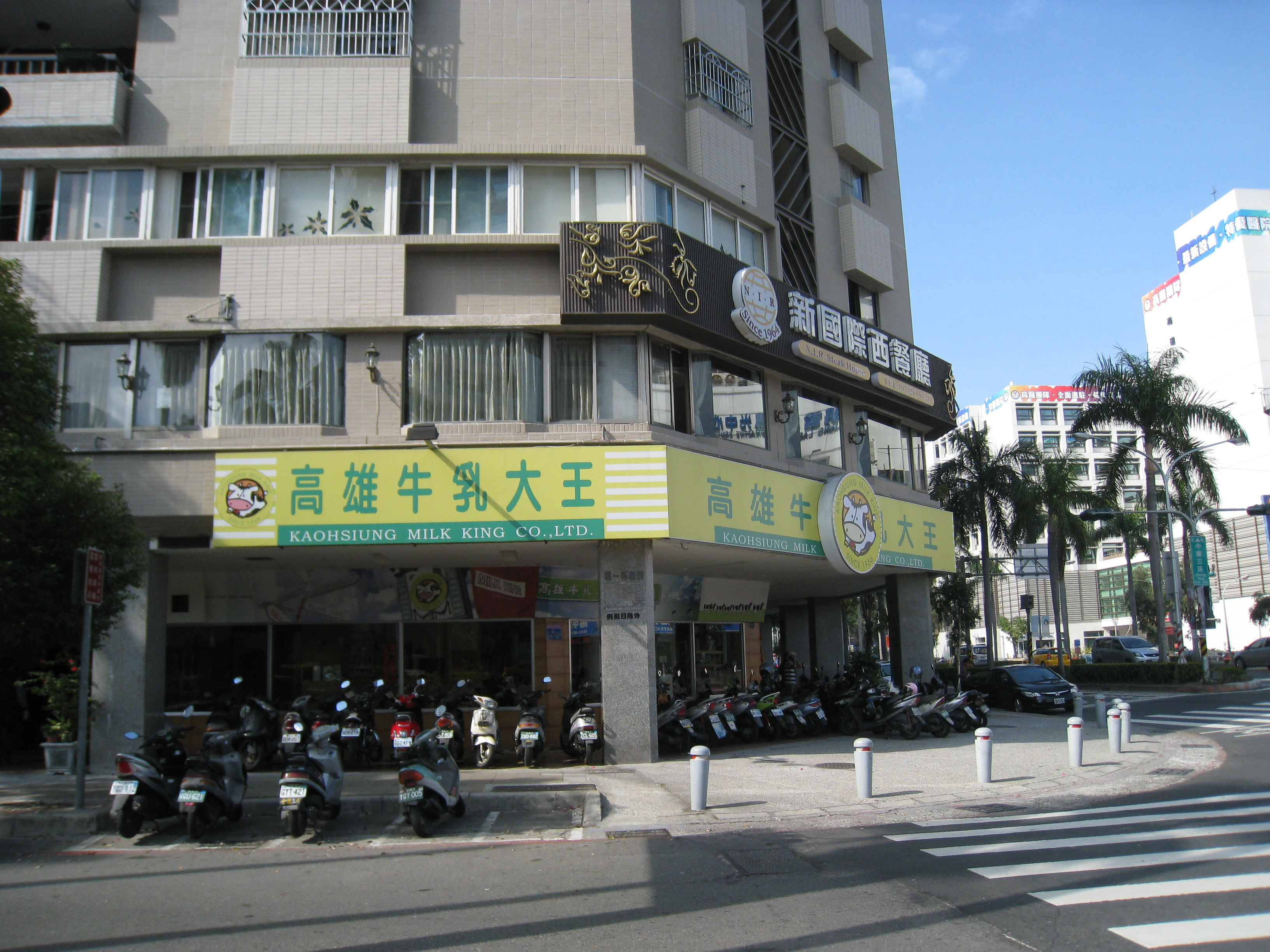
中華路總店

高雄牛乳大王是發源於台灣高雄的連鎖餐廳，由鍾文梁創立於1966年。高峰期曾在台灣各地擁有26家直營分店。原本在華王飯店對面擺攤販售木瓜牛奶；其首家店面位於鹽埕區的五福四路上。至2009年，在高雄本地分別有中華三路上的總店、廣州一街的文化店，以及九如一路上的九如店。目前在高雄有六家分店。
該餐廳主要的產品是木瓜牛奶與三明治等。而木瓜牛奶後來也成為一種象徵高雄的飲食。